# Hector Goetinck
Hector Goetinck, dit Torten Goetinck, né le 5 mars 1887 à Bruges en Belgique et mort le 26 juin 1943 à Heist en Belgique, est un footballeur international belge devenu entraîneur.

## Carrière
Goetinck grandit à Heist et va à l'école à l'athénée de Bruges où il entre en contact avec le football. À 10 ans, il rejoint le FC Bruges et il débute avec l'équipe première en 1902. Goetinck commence comme milieu gauche mais plus tard, il jouera aussi milieu droit. Avec le buteur Robert De Veen et le pivot Charles Cambier, il forme l'ossature de l'équipe qui sera trois fois vice-championne avant la première guerre mondiale. Il était aussi un joueur important de l'équipe nationale.
Pendant la guerre, il joue avec d'autres internationaux dans le Belgian Front Wanderers, une équipe qui joue des matchs d'exhibition en Angleterre, France et Italie. Lors de la première saison après la première guerre mondiale, il remporte le titre avec le FC Bruges pour la première fois dans l'histoire du club. Il joue au total 27 saisons à Bruges jusque l'âge de 42 ans. Il est également capitaine du club pendant 15 ans.
Après sa carrière, Goetinck devient entraîneur du FC Bruges et aussi de l'équipe nationale belge. Il instaure quelques pratiques révolutionnaires pour l'époque : les entraînements séparés et il fait courir ses joueurs dans les dunes pour travailler leur force et leur explosivité. Il mène aussi les Diables rouges à la Coupe du monde 1930 en Uruguay. L'équipe rejoint l'Amérique du Sud en bateau en compagnie de la France et de la Roumanie et pendant les deux semaines que dure le voyage, Goetinck fait s'entraîner ses joueurs sur le toit du navire.
Goetinck meurt en 1943 lorsqu'une bombe tombe sur son hôtel à Heist.

## Palmarès
- International belge de 1906 à 1923 (17 sélections et 2 buts marqués)
- Vice-Champion de Belgique  en 1906, 1910 et 1911 avec le FC Brugeois
- Finaliste de la coupe de Belgique en 1914 avec le FC Brugeois